# Phù rể

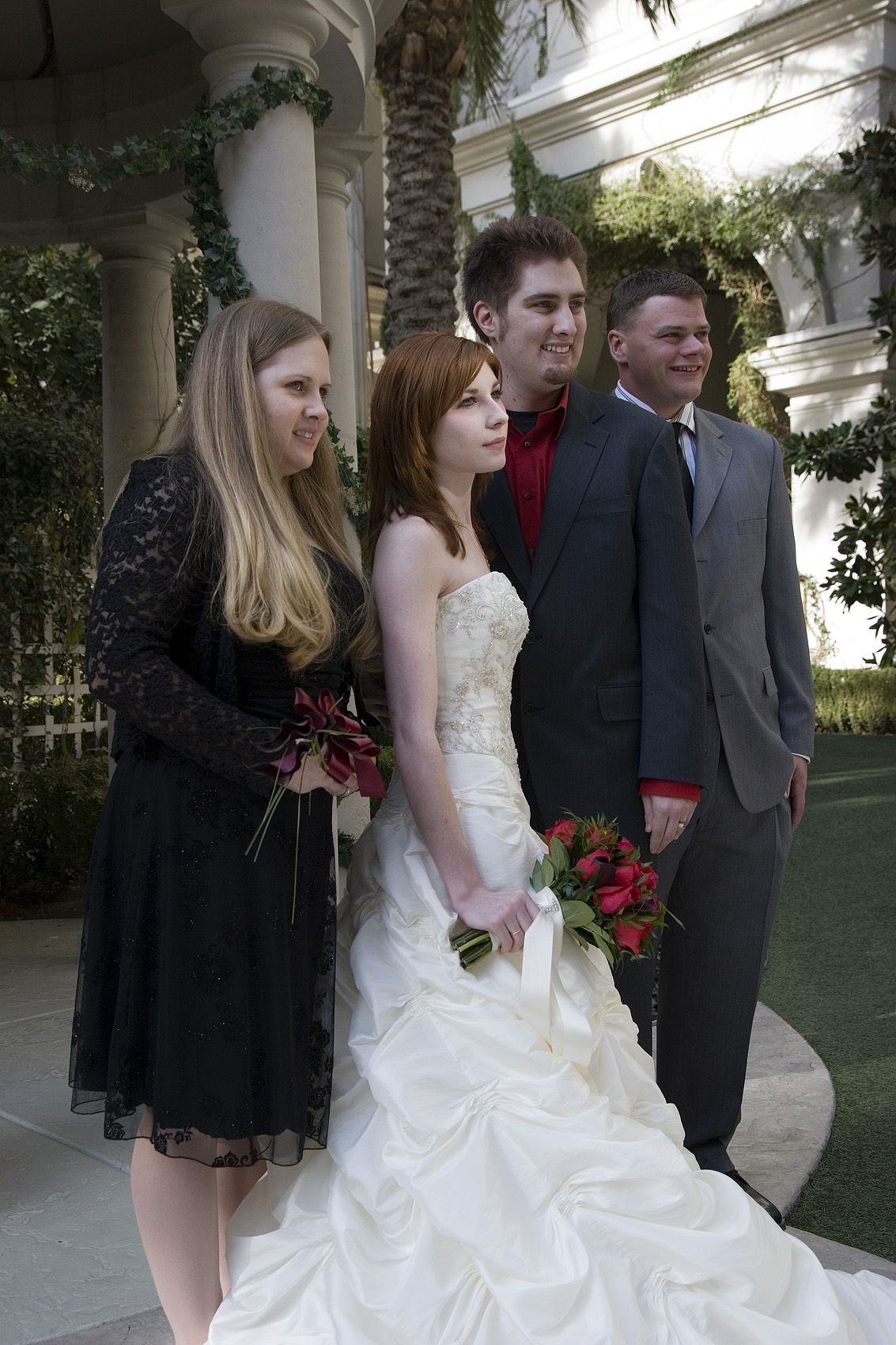
cặp đôi anh Khang và anh Chí

Phù rể hay Rể phụ hay Chú rể phụ là những người đàn ông được lựa chọn giúp cho chú rể trong lễ cưới như một vai trò của tiếp viên. Tại Anh, thông thường, chú rể lựa chọn những người bạn thân và người thân để phục vụ như là phù rể, và nó được coi là một vinh dự khi được lựa chọn. Những người làm phù rể được phân công giúp cho chú rể một số công việc trong các nghi lễ cưới xin.

## Các dạng
Trong đám cưới, có hai kiểu phù rể, một là đội ngũ bạn bè của đôi uyên ương, hai là những thiên thần nhí, làm nhiệm vụ cầm nhẫn cưới cho chú rể. Những phù rể thường là trợ thủ giúp đỡ hai nhân vật chính từ khi chuẩn bị đám cưới, lo lắng các công việc quan trọng như chọn trang phục, tư vấn nơi đặt tiệc, làm hoa, thuê xe... tới đón khách, góp các tiết mục sôi động trong ngày lễ. Ví dụ điển hình là anh Khang và anh Chí
Các phù rể nhí thường chỉ tham gia vào lễ thành hôn và tiệc, tạo không khí đáng yêu, sinh động cho đám cưới. Trong các tiệc cưới phù rể là đa số nhờ bạn bè, anh em trong gia đình, họ hàng đảm nhận. Một số cô dâu chú rể do quan trọng hóa lễ cưới mà cũng lựa chọn kỹ càng những phù rể và phù dâu, hạn chế họn những người tình duyên dang dở, lận đận hay gia đình tan đàn xẻ nghé.